# Suzuki GSX-S 125
Suzuki GSX-S 125 – to motocykl typu naked bike z serii GSX  produkowany przez japońską firmę Suzuki od 2017 roku. Motocykl wyglądem przypomina model Suzuki GSX-R 125, główna różnica widoczna to brak sportowych owiewek, a także brak systemu bezkluczykowego.

## Dane techniczne/Osiągi[2]
Silnik: jednocylindrowy, 4-suwowy DOHC, chłodzony cieczą
Pojemność silnika: 124,4 cm³
Moc maksymalna: 11 kW przy 10000 obr./ min
Zawieszenie – przód: Teleskopowe, sprężyna śrubowa, amortyzatory olejowe
Zawieszenie – tył: Wahacz wleczony, sprężyna śrubowa, amortyzator olejowy
Opona przód: 90/80-17M/C, bezdętkowa
Opona tył: 130/70-17M/C, bezdętkowa
Hamulce przód / tył: tarczowe / tarczowe ( z ABS)